# لانگتون، لانکاشر
لانگتون (به انگلیسی: Longton) یک روستا و محله مدنی در بریتانیا است که در South Ribble واقع شده‌است. لانگتون ۵٬۵۰۰ نفر جمعیت دارد.